# Micrasterias apiculata
Micrasterias apiculata là một loài Song tinh tảo trong họ Desmidiaceae, thuộc chi Micrasterias.